# Mediaș
Mediaș (ungerska: Medgyes, siebenbürgensachsiska: Medwesch, tyska: Mediasch) är en stad (municipiu) i länet Sibiu i det historiska landskapet Transsylvanien i centrala Rumänien. Staden ligger vid floden Târnava Mare och riksväg 14, väster om staden Sighişoara. Näringslivet består bland annat av företag inom Rumäniens naturgasindustri.
Tidigare har Mediaș tillhört det dåvarande länet Târnava Mare.

## Orter
Stadskommunen Mediaș omfattar utöver själva staden Mediaș även den närliggande byn Ighișu Nou:
| Namn                | Folkmängd (2021) |
| ------------------- | ---------------- |
| Mediaș (centralort) | 38 304           |
| Ighișu Nou          | 1 201            |